# Rhacophorus angulirostris
Espèce
Synonymes
- Rhacophorus acutirostris Mocquard, 1890

Statut de conservation UICN

 NT  : Quasi menacé
Rhacophorus angulirostris est une espèce d'amphibiens de la famille des Rhacophoridae.

## Répartition et habitat
Cette espèce se rencontre de 700 à 1 800 m d'altitude dans l'État du Sabah en Malaisie dans le nord de Bornéo et dans la province de Sumatra occidental en Indonésie,.
Elle vit uniquement dans la forêt tropicale humide primaire de sub-montagne et de montagne

## Description
Rhacophorus angulirostris mesure de 31 à 33 mm pour les mâles et de 45 à 55 mm pour les femelles. Son dos varie du gris verdâtre clair au brun sable. Quelques individus présentent une marque sombre en forme de croix et des points blancs sur les côtés de la tête et sur les flancs. Ses côtés et la face interne de ses membres sont typiquement jaune brillant et maculés de points noirs. Son ventre et sa gorge sont blanc perlé (Inger et Stuebing 2005).

## Publications originales
- Ahl, 1927 : Zur Systematik der asiatischen Arten der Froschgattung Rhacophorus. Sitzungsberichte der Gesellschaft Naturforschender Freunde zu Berlin, p. 35-47.
- Mocquard, 1890 : Recherches sur la faune herpétologique des Iles de Bornéo et de Palawan. Nouvelles archives du Museum d'histoire naturelle de Paris, ser. 3, vol. 2, p. 115–168 (texte intégral).